# Lospalos (stad)
Lospalos is de hoofdplaats van het Oost-Timorese district Lautém. Lospalos telt 29.236 inwoners (2010).

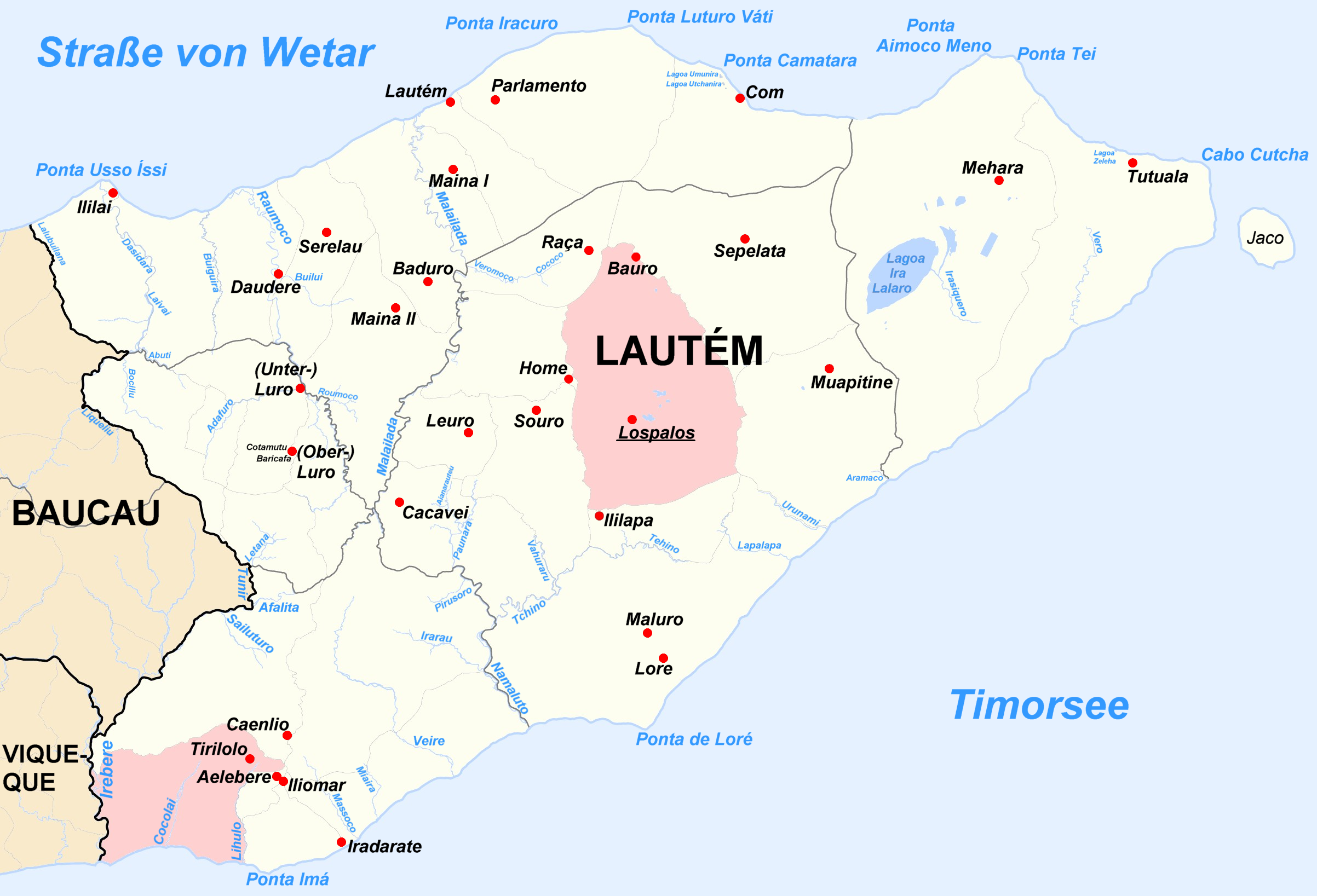